# شهر باستانی راونیر
راونیر یا (راونیچ، راونیز)، مرکز ولایت ارغیان ربع نیشابور خراسان بزرگ؛ در منابع مختلف آن را راونیر ذکر کرده‌اند و به عنوان قصبه یا شهر مرکزی این ولایت، یاد شده‌است. مرکز ناحیه ارغیان طبق متون تاریخی تا حمله مغولان قصبه راونیز بوده‌است. دانشوران بسیاری از این ولایت برخاسته‌اند که در منابع مختلف تاریخی و رجالی، از آنها یاد شده‌است. ولایت ارغیان را در جغرافیای امروز، به بخش بام و صفی‌آباد شهرستان اسفراین استان خراسان رضوی ایران و حدی از نواحی پیرامون آن، مطابقت داده‌اند.

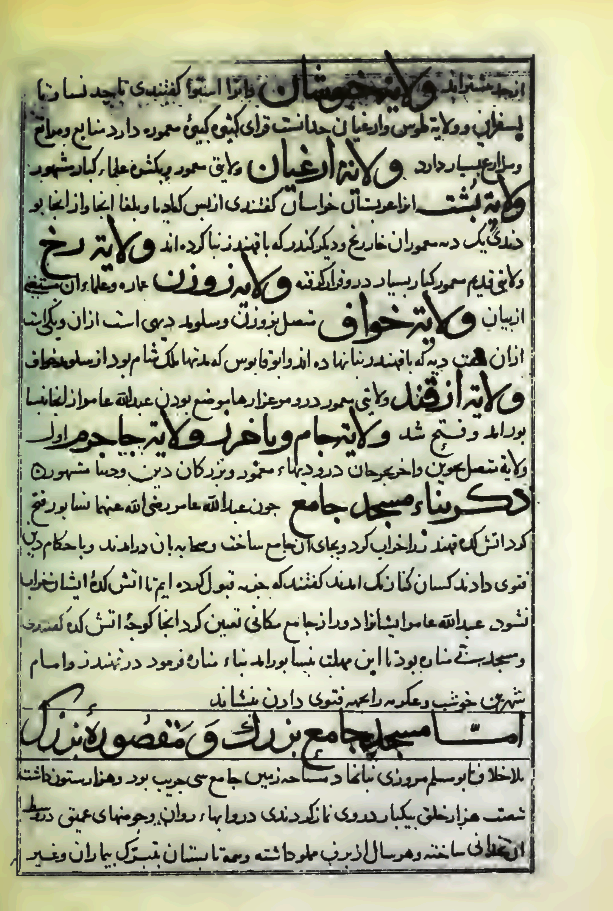
ولایت ارغیان، در میان ولایت‌های ربع نیشابور در صفحه‌ای از نسخه خطی ترجمه فارسی کتاب تاریخ نیشابور الحاکم.

## نام‌شناخت
ارغیان؛ از ولایت‌های ربع نیشابور خراسان؛ نام این ولایت در معجم‌البلدان یاقوت حموی، الانساب سمعانی و اللباب ابن اثیر به صورت أَرْغِیان آمده‌است. همچنین نام این ولایت، در منابع مربوط به دوره تاریخی پس از قرن هشتم هجری، همراه با نام نقاط دیگر این ناحیه، همچون «بام و ارغیان»، «جهان و ارغیان» و «جهان ارغیان» به چشم می‌خورد.

## پیشینه
عبدالغافر فارسی در کتاب «السیاق» اسفنج، بان و راونیر نام می‌برد که از قرای ارغیان‌اند.
ابوسعد سمعانی (۶۱۶–۵۶۲ هـ) می‌نویسد: 
ارغیان ناحیه ای از نواحی نیشابور می‌باشد که مشتمل بر چندین قریه مانند  سبنج، بان، راونیر که روستاهای آن به دلیل جماعتی از اهل علم که به آنجا نسبت می‌دهند شناخته شده‌است.
شمس‌الدین دمشقی در کتاب «نخبه الدهر فی عجائب البر و البحر» آورده‌است: «از شهرهای نیشابور، شهرستان را می‌توان نام برد که از بناهای عبدالله پسر طاهر است … دیگر سرزمین‌های با خزر بالین و غیان است که سرزمین غیان را چنان‌که سمعانی گفته‌است ارغیان نیز می‌خوانند، همه این سرزمینها بسیار پرفایده و حاصلخیزند» (دمشقی، ۱۳۵۶، ص ۳۵۰)
یاقوت حموی در کتابش معجم البلدان می‌نویسد:
 ارغیان کوره ای از نواحی نیشابور و مشتمل بر هفتاد یک قریه که قصبه آن راونیر است.
 حال باتوجه به گزارش‌هایی که به صورت پراکنده از لابلای منابع مختلف جمع‌آوری گشت، می‌توان چنین استنباط کرد که ارغیان تا حمله مغول یکی از ولایت‌های معروف که تابع نیشابور بوده و از لحاظ موقعیت در جنوب قوچان قرارداشته و حدود ۷۱ قریه را شامل می‌شده‌است. از این تعداد روستای ذکرشده مهم‌ترین روستاهای آن که به دلیل داشتن مشاهیر و رجال شهرت عام داشته‌اند؛ بان، اسفنج و راونیر می‌باشد و قصبه ارغیان طبق گفته مورخین راونیر(راونیج یا راونیز) نام داشته‌است و این ولایت کاملاً از جاجرم و اسفراین جدا بوده‌است.
در (قرون هفتم و هشتم ه‍.ق) از آنجا که ولایت ارغیان همزمان با حملات ویرانگر مغول یکی از توابع نیشابور محسوب می‌شده، می‌توان چنین پنداشت که ارغیان هم از آماج تاخت و تازهای مغولان بی نصیب نبوده، چرا که نیشابور از جمله شهرهایی بوده که تخریبات بسیاری را متحمل شده‌است.
در (قرون هشتم تا دهم ه‍.ق) در حدود سال (۷۸۲ هـ) زمانی که تیمور به اسفراین حمله می‌کند پس از تخریب شهر در هنگام بازگشت به سمرقند برای نیرو گرفتن چهارپایان در مرغزارهای ولایت جهان و ارغیان چند روزی توقف می‌کند و در همین زمان حاکمان این ولایت را از بین می‌برد.
در سال ۸۲۳ هـ بایسنقر بهادرخان در روز چهارشنبه، بیست و سوم رمضان از نیشابور حرکت کرده به پنج گرد نزول آمده و پنجشنبه به اندلان و جمعه به حدود جهان ارغیان و شنبه به قریه رونیز و یکشنبه به قاسمی و دوشنبه به کروژده و سه‌شنبه به بحر آباد و زیارت شیخ الاسلام سعدالمله و الدین محمدالحموی دریافته و روز چهارشنبه، سلخ رمضان به قریه خداشاه جوین نزول آمد.
در (قرون یازدهم و دوازدهم ه‍.ق) دوره صفویه در نام ولایت جهان و ارغیان یک تغییر اندکی صورت می‌گیرد و آن حذف «و» می‌باشد و به صورت ولایت جهان ارغیان یاد می‌شود ولی از لحاظ سیاسی این ولایت نیز مانند شهر اسفراین محل تاخت تاز ازبک‌ها قرار می‌گیرد و صدمات جبران‌ناپذیری
می‌بیند.
کلنل ادوارد ییت در سال ۱۸۹۷ که خود به منطقه اسفراین سفر کرده و عیناً منطقه را مشاهده کرده در سفرنامه خود خراسان و سیستان راجع به ارغیان می‌نویسد:
تمام ناحیه بام و صفی‌آباد در اشغال ترکهای بغایری بود که شمار آن‌ها به ۱۳۰۰ خانوار می‌رسید. اینان دو تیره بودند، تیره ای که جزء بام محسوب می‌شدند ۸۰۰ خانوار و تیره ای که بخش صفی‌آباد بودند که شمار آن‌ها ۵۰۰ خانوار بود… طبق نظر صنیع الدوله بغایریها تیره ای از ترکان گرایلی هستند که توسط هلاکوخان از قراقوم به خراسان آورده شدند. تمام آنچه را که ما توانستیم در مورد کلمه ارغیان دریابیم این بود که این نام به شهری در پای کوه‌های واقع در سه چهار مایلی بام گفته می‌شده‌است. گای لسترنج در کتاب سرزمین‌های خلافت شرقی در مورد راونیرو بان که از قریه‌های ارغیان می‌باشد، وی همچنین از سبنج یا اسبنج که هنوز در جنوب باختری جاجرم سر راه بسطام باقی است نیز اسم برده‌است» اسپونر ((spooner هم مقاله ای در مجله ایران تحت عنوان: (ARGHIYAN The area of Jajarm in western Khurasan) نوشته که به گفته خودش به دلیل اینکه ارغیان در منابع نویسندگان قبل از مغول یاد شده ولی بعد از زمان رشیدالدین وزیر غازان خان نامی از ارغیان دیده نمی‌شود و همچنین نویسنده نام دیگری پیدا نکرده که به منطقه جاجرم گفته شود از این نام برای مقاله استفاده کرده‌است.

## گفتاوردها
دهخدا: ارغیان. [اِ] (اِخ) نام ناحیه ای به نیشابور. گویند دارای هفتادویک قریه بوده و کرسی و قصبه آن رادنیز باشد و گروهی از اهل علم و ادب بدآنجا منسوبند.
قال یاقوت الحموی:
بالفتح، ثم السکون، وکسر الغین المعجمه، ویاء، وألف، ونون: کوره من نواحی نیسابور، قیل إنها تشتمل علی إحدی وسبعین قریه، قصبتها الرّوانیر، ینسب إلیها جماعه من أهل العلم والأدب، منهم: الحاکم أبو الفتح سهل بن أحمد بن علیّ الأرغیانی، توفی فی مستهل المحرم سنه ۴۹۹، وغیره.
[ا غ] با غین نقطه دار. خوره ای از نیشابور است که گویند هفتاد و یک دیه در آنست، مرکز آنجا «روانیر» است. گروهی دانشمند بدانجا منسوبند مانند حاکم ابوالفتح سهل پسر احمد پسر علی ارغیانی. در آغاز محرم ۴۹۹ درگذشت، و جز او